# Caller ID

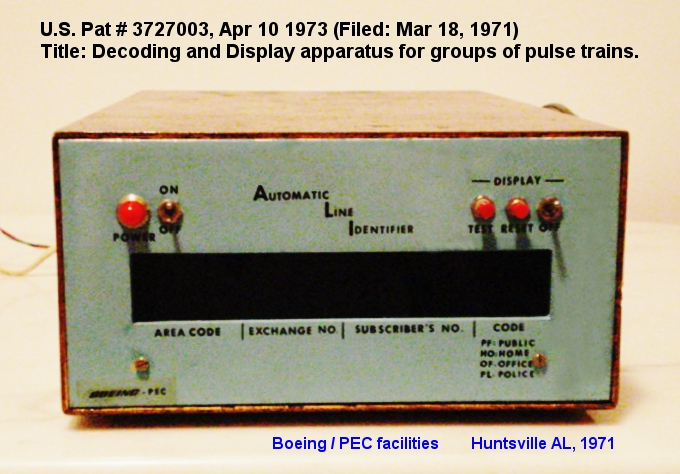
Il primo caller ID

Il termine  Caller ID, CLID (Calling Line IDentifier) o CLI, viene utilizzato in telefonia per identificare il numero telefonico dell'utente chiamante.
Per poter visualizzare il numero del chiamante, il ricevente deve avere un telefono compatibile CLIP (CLI Present) e una linea telefonica abilitata a ricevere l'informazione. In Italia, su linea fissa, il servizio è disponibile opzionalmente su tutte le linee PSTN previo abbonamento presso il proprio operatore, mentre è un servizio incluso nel canone di abbonamento delle linee ISDN. La ricezione del CLI è abilitata in automatico su tutte le linee mobili.
La visualizzazione del CLI è soggetta anche alle impostazioni dell'utente chiamante, a questo infatti è data la possibilità di impedire al destinatario della chiamata di visualizzare il proprio numero. Questa funzionalità è comunque limitata e non vale in caso di chiamata a numeri di emergenza pubblica o a numeri verdi.
Il Caller ID è utilizzato in alcuni casi come identificativo dell'utente chiamante per garantire l'accesso a sistemi riservati (esempio significativo è quello delle segreterie telefoniche che permettono la telelettura dei messaggi) tuttavia questo metodo di autenticazione è dimostrato essere molto vulnerabile. Su Internet esistono infatti molti siti che permettono a qualsiasi utente di chiamare facendo sì che al destinatario venga visualizzato un CLI a scelta.
Per usufruirne è anche necessario munirsi di un telefono predisposto per tale funzione oppure di un 
piccolo display da affiancare al classico telefono.
Per impedire la visualizzazione del proprio numero quando si chiama è possibile farlo in modo automatico (linea fissa) richiedendolo all'operatore oppure in maniera manuale:
- *67# + il numero da chiamare (cliente telecom italia - infostrada analogico)
- Non più valido:4793 + il numero da chiamare (in caso di telefono a disco o telefono a tasti selezione decadica)
- #31# + il numero da chiamare (telefonini cellulari)